# Zora Yonara
Creusa Gramacho Carosella, conhecida por Zora Yonara (Vitória,9 de agosto de 1934 — Rio de Janeiro, 11 de dezembro de 2020) foi uma radialista, radioatriz e astróloga brasileira.
Iniciou a carreira ainda jovem em rádios do Espírito Santo, produzindo programas e participando de radionovelas, como Minha Vida é Assim. Após cursar astrologia, começou a apresentar-se, na rádio, como astróloga e o sucesso chegou, quando começou a trabalhar na Rede Globo, no programa TV Mulher, em 1982. Nos anos 1970, Zora trabalhou na TVS Rio de Janeiro com o Horóscopo e também entre 1974 e 1980 participou no Jornal do Almoço.
O nome artístico Zora Yonara foi sugerido pelo radialista Mário Luiz, ex-diretor da Rádio Globo, que morreu aos 89 anos, em 2009. Zora, em grego, quer dizer força e coragem. Yonara era em homenagem à atriz Yoná Magalhães. A astrologia surgiu por acaso, quando ela teve de substituir um astrólogo que faltou ao trabalho na Rádio Globo e o radialista Mário Luiz pediu para ela ler no ar o horóscopo que o astrólogo tinha feito. Posteriormente Zora foi até a Itália, Egito e outros países atrás de conhecimento, livros e formação nos astros.
Posteriormente, passou a ter um quadro no Show do Antônio Carlos, onde passava aos ouvintes informações sobre Astrologia, e auto-ajuda. Em 2012, foi citada na letra do samba-enredo da escola de samba Acadêmicos de Santa Cruz, que homenageava esse programa de rádio.
Popularizou-se no Brasil nos anos 2000 por protagonizar a propaganda do produto Castanha da Índia Atalaia. Até maio de 2017, tinha um programa diário na Rádio Globo. Em 2018 completou sessenta anos de carreira, mas não revela a sua data de nascimento.
Zora Yonara era viúva do italiano Bruno Carosella, falecido em 1998.

## Morte
Morreu em 11 de dezembro de 2020, após dez dias internada, vítima de uma pneumonia. Zora sofria do Mal de Alzheimer.